# Arsinoe (Oper)
La grandezza d’animo, Oder: Arsinoe ist eine Barock-Oper (Originalbezeichnung: „Singe-Spiel“) in fünf Akten von Reinhard Keiser. Das Libretto verfasste Breymann nach einer italienischen Vorlage. Das Werk wurde erstmals 1710 in der Oper am Gänsemarkt in Hamburg aufgeführt.
Die Oper ist vorwiegend in deutscher Sprache geschrieben, enthält aber auch einige Arien in italienischer Sprache. Im Vorwort des Librettos wird detailliert auf mehrere Tanzszenen eingegangen. Das bekannteste Stück der Oper ist die Auftrittsarie der Arsinoë Kleine Vöglein, eure Scherze für Sopran und 4 Altblockflöten, die auch separat auf CD erschienen ist.

## Handlung

### Vorgeschichte
Agas, der König von Cyrene lag im Streit mit seinem Bruder, dem ägyptischen König Ptolomaeus Philadelphus. Agas heiratete Arsinoë, die Tochter des syrischen Königs Antiochus und brachte auch diesen gegen Ptolomaeus auf. Um Frieden zu schaffen, wurde schließlich seine Tochter Beronice mit Ptolomaeus Evergetes (in der Oper Tolomeo genannt), dem Sohn des Ptolomaeus Philadelphus, verlobt. Nach Agas’ Tod wollte Arsinoë dieses Versprechen jedoch nicht halten, sondern schickte zu Demetrius, den Bruder des Königs von Macedonien, um diesen mit Beronice zu vermählen.

### Erster Akt
Arsinoë und ihre Vertraute Lesbia befinden sich im königlichen Lustgarten und lauschen dem Gesang der Vögel. Der am Vortag eingetroffene Demetrius kommt ungesehen mit seinem Diener Ninfo in den Garten, bewundert Arsinoës Schönheit und verliebt sich in sie.
Der alte Reichsrat Aceste überredet seinen Sohn Elmiro, um Beronice zu werben. Dieser liebt zwar eigentlich Lesbia, stimmt jedoch schließlich widerstrebend zu, weil ihm die Aussicht auf die cyrenische Krone gefällt. Das Gespräch der beiden wurde von Demetrius’ Diener Ninfo belauscht. Damit Elmiro am Hof mehr Eindruck machen kann, nimmt er Tanzunterricht.
Tolomeo und Beronice sind sich über ihre Liebe einig. Sie möchten Arsinoë anflehen, die bereits aufgelöste Verlobung wiederherzustellen.
Demetrius kommt zur Audienz bei Arsinoë und erkennt sie als diejenige, in die er sich im Garten verliebt hatte. Arsinoë verliebt sich ebenfalls sofort in ihn. Sie gestehen sich ihre Liebe jedoch nicht, da Demetrius ja eigentlich Beronice heiraten soll.

### Zweiter Akt
Tolomeo leidet unter der Hinhaltetaktik Arsinoës und ist eifersüchtig auf Demetrius. Er bittet Beronice um ein eindeutiges Bekenntnis.
Auf dem Platz vor dem Amphitheater findet ein Fest für Demetrius statt. Es wird getanzt. Aceste drängt Elmiro, sich mehr um Beronice zu bemühen. Dieser hat jedoch nur Augen für Lesbia. Elmiro soll endlich mit Beronice reden, die gerade zu kommen scheint. Aceste möchte das Gespräch belauschen. Die angebliche Beronice ist jedoch in Wirklichkeit der verkleidete Ninfo, der nichts von den ehrgeizigen Plänen Acestes hält. Elmiro spricht sie an, stellt sich als Kronprinz von Utopia und zukünftiger König Cyrenes vor und bittet sie um die Ehe. Beronice (Ninfo) geht zum Schein darauf ein, verlangt aber als Beweis für Elmiros Führungsqualitäten, dass dieser einen Trupp Soldaten werben und ihr vorführen solle. Aceste ist zufrieden mit dem Ablauf des Gesprächs.

### Dritter Akt
Im Garten besingt Arsinoë ihr Liebesleid. Beronice sagt ihr, dass sie nun damit einverstanden ist, Demetrius zu heiraten. Demetrius kommt hinzu. Arsinoë schickt ihre Tochter weg, weil sie zuerst allein mit ihm reden möchte. Arsinoë und Demetrius sind jeweils heimlich ineinander verliebt, gestehen es sich aber immer noch nicht ein. Das Gespräch verläuft daher ergebnislos und ist schnell beendet.
Beronice fragt sich, wo Demetrius bleibt, da er nach dem Gespräch mit Arsinoë nicht zurückgekehrt ist. Sie legt sich schlafen und wird nach einer Weile von Aceste, Elmiro und dem Mohr Alindo entdeckt. Während Aceste und Elmiro sich aufmachen, um die versprochenen Soldaten zu werben, soll Alindo auf Beronices Erwachen warten. Lesbia findet Alindo und Beronice. Alindo erklärt ihr, dass Elmiro unterwegs ist, um Soldaten zu holen und Beronice anschließend den Hof zu machen. Lesbia schickt ihn fort. Sie möchte selbst bei Beronice wachen. Lesbia beklagt Elmiros Untreue. Von der nun erwachten Beronice gefragt, ob sie Elmiro dennoch weiterhin liebe, bestätigt sie das.
Elmiro und Alindo kommen mit den geworbenen Soldaten. Elmiro fängt an, mit den noch ungeübten Soldaten zu exerzieren.

### Vierter Akt
Demetrius wartet im Vorzimmer der Königin auf diese und besingt seine Liebe zu ihr. Aceste hat sich dort versteckt und ihn belauscht. Er entfernt sich nun. Beronice kommt hinzu und wundert sich über die Gleichgültigkeit Demetrius’ ihr gegenüber. Demetrius ist die Situation äußerst unangenehm.
Auf dem Marktplatz von Cyrene teilt Aceste seinem Sohn mit, dass Demetrius die Prinzessin nicht liebt. Er hat vor, dies auch Arsinoë mitzuteilen, um so Elmiros Chancen bei Beronice zu erhöhen. Alindo führt die Soldaten herbei. Diese schwören Elmiro ihre Treue. Der weiterhin als Beronice verkleidete Nifno kommt hinzu. Elmiro steht auf, um mit ihr zu sprechen und stößt sie dabei versehentlich um. Aceste ist entsetzt und sieht Elmiros Chancen schwinden.
Arsinoë, die echte Beronice und ihr Gefolge kommen nun unter dem Jubel des Volkes und setzen sich auf den Thron. Arsinoë löst offiziell die Verlobung von Beronice und Tolomeo und bittet Demetrius, zu ihr zu kommen. Sie bringt es jedoch nicht fertig, ihn als neuen Verlobten Beronices vorzustellen, da sie selbst in ihn verliebt ist. Alle sind verwirrt.
Tolomeo hält eine Ansprache an sein Gefolge und das Volk. Da Arsinoë seine Verlobung mit Beronice gelöst hat, möchte er ihre Burg erobern und Beronice notfalls mit Gewalt nehmen.
Tolomeo hat Elmiro festgenommen, weil dieser ohne Erlaubnis Soldaten geworben hatte. Elmiro verteidigt sich damit, dass er es auf Befehl Beronices getan habe. Tolomeo klärt ihn auf, dass er auf einen Scherz Ninfos hereingefallen sei. Elmiro entgegnet, dass er nur seinem Vater zuliebe um Beronice geworben habe und in Wirklichkeit Lesbia liebe. Er unterstellt Tolomeo seine Soldaten. Sie sind nun verbündet.

### Fünfter Akt
In den königlichen Bädern gesteht Demetrius Arsinoë endlich seine Liebe. Die beiden ziehen sich in die Burg zurück.
Soldaten verhaften Ninfo und stürmen die Burg. Beronice, Tolomeo, Lesbia und Elmiro geben Arsinoë die Schuld an den verwirrenden Zuständen. Beronice und Tolomeo wollen Arsinoë vor den Ständen anklagen. Elmiro und Lesbia versöhnen sich wieder.
Demetrius und Ninfo befinden sich angekettet im Gefängnis. Aceste kommt mit Alindo und einem Giftbecher. Er teilt Demetrius mit, dass er auf Beschluss der Stände verbannt wurde. Außerdem wurde er dazu verurteilt, der Königin persönlich das Gift zu reichen.
Das Urteil soll im Tempel der Rache vollstreckt werden. Es wird klar, dass Beronice selbst das Urteil über ihre Mutter befohlen hatte. Beronice und Tolomeo setzen sich unter einen Baldachin. Arsinoë, Demetrius werden gefesselt herbeigeführt. Ninfo trägt den Giftbecher und das Urteil. Demetrius reicht Arsinoë das Urteil, trinkt den Becher jedoch selbst aus. Tolomeo hört von Demetrius, dass Aceste das Urteil verkündet und den Giftbecher gebracht hatte. Er lässt Aceste in Ketten legen. Demetrius bitte Beronice um Vergebung. Er möchte die Schuld allein auf sich nehmen und hat ja auch bereits das Gift genommen. Beronice fragt sich, warum er für Arsinoë sterben möchte. Arsinoë ist verzweifelt über den bevorstehenden Tod Demetrius’ und möchte selbst auch sterben. Sie nimmt Tolomeo den Degen, gibt ihn Beronice und sinkt ohnmächtig nieder. Beronice verzeiht nun ihrer Mutter. Das Gift war in Wirklichkeit nur ein Schlaftrunk. Es kommt zur allgemeinen Versöhnung. Arsinoë nimmt Tolomeo nun als Schwiegersohn an. Demetrius erwacht wieder. Er und Arsinoë gestehen sich ihre Liebe. Elmiro und Lesbo bitten Tolomeo und Beronice um Gnade für seinen Vater Aceste. Diese wird großmütig gewährt. Ninfo wird des Landes verwiesen.

## Aufführungsgeschichte
Nach der Uraufführung von 1710 ist die Oper erst 2006 in einer Inszenierung der Berliner Kammeroper wieder aufgeführt worden. Im Haus der Berliner Festspiele spielte die Capella Orlandi Bremen unter der Leitung von Thomas Ihlenfeldt. Regie führte Kay Kuntze. Die Sänger waren Eeva Tenkanen (Arsinoë), Melanie Hirsch (Beronice), Olivia Vermeulen (Lesbia), Raimund Sporgis (Demetrius), Julian Podger (Tolomeo), Jorg Gottschick (Aceste), Matthias Jahrmärkter (Elmiro) und Steffen Wolf (Ninfo).